# Wilhelm Gajewski
Wilhelm Gajewski ps. „Piorun”,„Niut” (ur. 1916, zm. 1944) – nauczyciel, podoficer (stopień nieznany) Wojska Polskiego, kierownik biura Komendy Powiatowej Tajnej Organizacji Wojskowej "Gryf Pomorski" w Tczewie.

## Życiorys
Urodził się 21 stycznia w Tczewie jako syn Jana. Ojciec był mistrzem w zakładach przemysłowych w Tczewie. W 1937 r. ukończył Seminarium Nauczycielskie w Wejherowie. Podjął pracę jako nauczyciel w Tczewie. Był członkiem Związku Nauczycielstwa Polskiego, zaś w kole Katolickiego Stowarzyszenia  Młodzieży Męskiej pełnił funkcję przewodniczącego. W czerwcu 1939 r. został powołany do WP i skierowany do szkolnej kompanii Podchorążych Rezerwy Obrony Narodowej przy 4. DP w Brodnicy. Później szkolna kompania została przeniesiona w rejon Lwowa i wcielona do 17. pp 24. DP.
Brał udział w wojnie obronnej we wrześniu 1939 r. W listopadzie 1939 r. po uniknięciu niewoli wrócił do Tczewa. Skierowano go w charakterze kreślarza technicznego do pracy w zakładzie energetycznym. Na początku okupacji wraz z kolegami z seminarium nauczycielskiego Józefem Klawikowskim i Witoldem Kmiecikiem działał w organizacji konspiracyjnej Komenda Obrońców Polski, która została rozbita przez gestapo w 1940 r. Po odezwie Forstera w 1942 r. podczas masowej akcji składania wniosków o wpis na DVL złożył taki wniosek i został wpisany do III grupy DVL. W połowie czerwca 1942 r. został zwerbowany przez Alojzego Omiernika (przed wojną zawodowy podoficer) do TOW "Gryf Pomorski". Przysięgę odbierał od Gajewskiego kolega z seminarium nauczycielskiego sier.pchor Józef Klawikowski "Tur" ówczesny tczewski komendant powiatowy. W tym czasie utrzymywał konspiracyjne kontakty z Bolesławem Jaśkowiakiem i Janem Wolligiem. Do zadań Gajewskiego w tczewskim zakładzie energetycznym należało uniemożliwienie zniszczenia urządzeń energetycznych w przypadku załamania militarnego Niemiec. Kontaktował się też z Andrzejem Frankowskim, który później został komendantem powiatowym w Tczewie oraz Stefanem Kwaśniewskim ps. "Szczupak". Niedługo później został szefem biura Komendy Powiatowej TOW "Gryf" w Tczewie. Dnia 27 listopada 1943 r. został powołany do Wehrmachtu. Zgłosił się do jednostki z zamiarem przejścia na drugą stronę przy najbliższej okazji. Po przeszkoleniu 18 grudnia 1943 roku został skierowany do 79. rezerwowego oddziału artylerii górskiej w Albertville w Alpach francuskich. Nie zdołał zdezerterować ponieważ jednostka w której odbywał służbę nie została skierowana na front.
W dniu 4 lutego 1944 r. doszło do dużej dekonspiracji w Tczewie. Zostali zatrzymani m.in. Marian Herold i Andrzej Frankowski. Gestapo w trakcie śledztwa uzyskało informacje o wcześniejszej działalności Gajewskiego w "Gryfie". W związku z czym został zatrzymany i osadzony w forcie Zina w Torgau.
Niemcy ustalili, że jako szef biura Komendy Powiatowej "Gryfa" otrzymał z Komendy Głównej m.in. polecenie spisania osób współpracujących z Niemcami. Sąd Wojenny Rzeszy skazał go na karę śmierci. Wyrok wykonano 23 września 1944 r. w Torgau.